# محمد خالوندی
محمد خالوندی (۲۱ دی ۱۳۶۸ در کرمانشاه - ) ورزشکار اهل ایران، پرتابگر نیزه تیم ملی دو و میدانی معلولان ایران است. وی قهرمان  پرتاب نیزه در مسابقات پارالمپیک تابستانی ۲۰۱۲لندن و ۲۰۱۶ریودوژانیرو است.

## حضور در پارالمپیک
وی در مسابقات پارالمپیک تابستانی ۲۰۱۲ با حد نصاب ۵۰٫۹۸ متر ضمن شکستن رکورد جهان و پارالمپیک، بالاتر از پرتابگران برزیلی و مصری به مقام قهرمانی و دهمین نشان طلای این بازیها برای ایران دست یافت. در پارالمپیک تابستانی ۲۰۱۶ با حد نصاب ۴۶/۱۲ مدال طلا را کسب کرد.